# Ali Baba

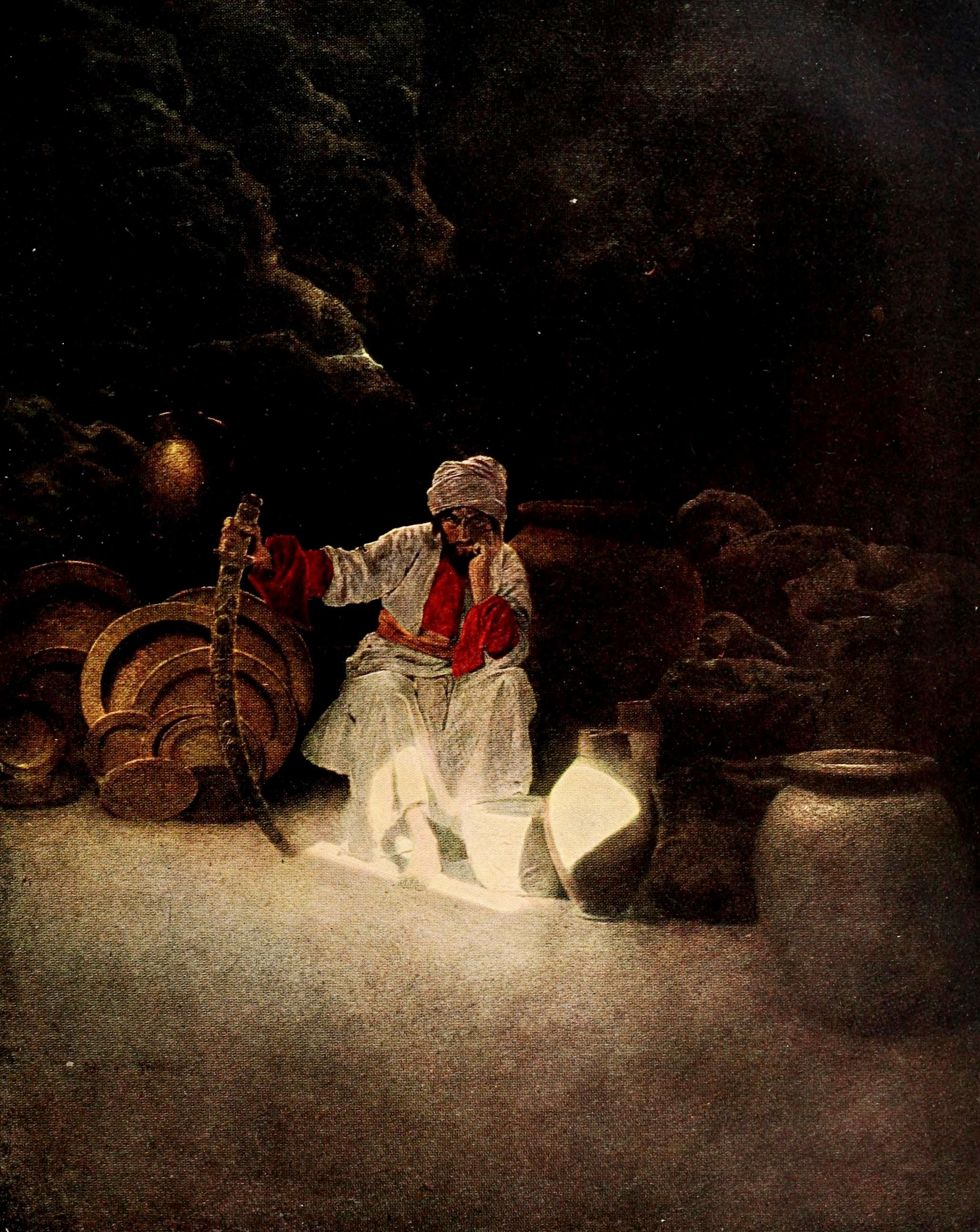
Ali Baba od Maxfielda Parrishe

Ali Baba (arabsky علي بابا – ʿAli Bāba) je fiktivní postava středověké arabské literatury. Mluví se o něm v dobrodružné pohádce Ali Baba a čtyřicet loupežníků. Někteří kritici věří, že tento příběh byl přidán do Tisíce a jedné noci jedním z evropských překladatelů jménem Antoine Galland, francouzským orientalistou z 18. století, který ji mohl zaslechnout v ústním podání od vypravěče z Aleppa na Blízkém východě. Nicméně Richard Francis Burton prohlásil, že se jedná o originální součást Tisíce a jedné noci.
Příběh byl často používán jako děj pro pantomimu, např. v pantomimě / muzikálu Chu Chin Chow (1916). Jako mnoho jiných lidových pohádek přizpůsobených pro děti je i zde originální příběh drsnější a násilnější, než známější změkčené verze. V médiích je Ali Baba často líčen jako onen vůdce „čtyřiceti loupežníků,“ zatímco v příběhu jako „čestný muž,“ kterému štěstí umožní získat bohatství z lupů zločinců.

## Obsah příběhu o Ali Babovi a čtyřiceti loupežnících
Ali Baba je náhodným svědkem otevření skrýše lupičů. Klíčem k otevření zázračné jeskyně s poklady je heslo "Sezame otevři se". V okamžiku, kdy jsou lupiči daleko od své skrýše, odcizí z jeskyně větší část pokladu. Z nakradeného bohatství začne opatrně utrácet, aby nevzbudil pozornost. Přesto je časem odhalen vůdcem loupežníků, který se mu chce pomstít. Vůdce lupičů se pod záminkou noclehu vloudí do Ali Babova příbytku spolu se svými kumpány ukrytými v nádobách na olej. Ali Babova služka Mardžána chce ukrást trošku oleje z jednoho vaku a poklepáním na něj zjistí, že je v něm cizí muž. V okamžiku si uvědomí celou situaci a ve spolupráci s ostatními povraždí všechny loupežníky v sudech na olej. Náčelník lupičů však uprchne. Ali Babovi je jasné, že se bude chtít opět pomstít. Vůdce loupežníků se o to pokusí tak, že chce vzbudit u Ali Baby důvěru a usadí se coby „poctivý“ obchodník v jeho sousedství. Jeho záměr se mu nakonec podaří a je pozván na svatbu Ali Babova syna s bývalou služkou Mardžánou. Vše by možná proběhlo podle jeho záměru, kdyby ho Mardžána nepoznala podle nápisu „Sezame, otevři se“ na jeho meči. Skončil stejně jako jeho druhové…